# Xyris coutensis
Xyris coutensis är en gräsväxtart som beskrevs av Maria das Graças Lapa Wanderley och Cerati. Xyris coutensis ingår i släktet Xyris och familjen Xyridaceae. Inga underarter finns listade i Catalogue of Life.